# Barbatula pulsiz
Oxynoemacheilus ercisianus là một loài cá vây tia thuộc họ Balitoridae. Loài này chỉ có ở Thổ Nhĩ Kỳ.